# Arnaldo Moraes (político)
Arnaldo Moraes (Lages, 1 de fevereiro de 1963) é um empresário, advogado e político brasileiro.
Filho de Ary Moraes e de Rosália Moraes.
Nas eleições de 2010 foi candidato a deputado estadual para a Assembleia Legislativa de Santa Catarina pelo Partido Progressista (PP), obtendo 24.125 votos. Ficando como suplente, foi convocado e tomou posse em 2013 na 17ª Legislatura (2011-2015).